# سزار کارانزا
سزار کارانزا (اسپانیایی: César Carranza‎؛ زادهٔ ۱۶ اوت ۱۹۸۰) بازیکن فوتبال اهل آرژانتین است.
از باشگاه‌هایی که در آن بازی کرده‌است می‌توان به باشگاه فوتبال گودوی کروز، باشگاه فوتبال کولو-کولو، باشگاه فوتبال کرتارو، و باشگاه فوتبال لانوس اشاره کرد.